# Karel Piták
Karel Piták (* 28. ledna 1980 Hradec Králové) je bývalý český profesionální fotbalista, který hrával na pozici středního záložníka. Svoji hráčskou kariéru ukončil v roce 2018 v dresu SK Zápy. Mezi lety 2006 a 2007 odehrál také 3 zápasy v dresu české reprezentace. Po ukončení své kariéry se stal trenérem, od roku 2016 působí ve strukturách pražské Slavie.
Mimo Česko působil na klubové úrovni v Rakousku. Mistr Evropy hráčů do 21 let z roku 2002.

## Klubová kariéra

### FC Hradec Králové
Svoji fotbalovou kariéru začal v Hradci Králové, kde prošel všemi mládežnickými kategoriemi.
V roce 1998 se propracoval do prvního týmu Votroků. Za mužstvo odehrál během čtyř let dohromady 65 střetnutí, ve kterých vsítil celkem 8 branek.

### SK Slavia Praha
Před ročníkem 2002/03 se dohodl na kontraktu se Slavií Praha. Během celého svého angažmá nastoupil k 107 zápasům, ve kterých vstřelil 29 gólů. V mužstvu vykonával pozici kapitána.

### FC Red Bull Salzburg
V červenci 2006 přestoupil do rakouského klubu FC Red Bull Salzburg, který se pro něj stal prvním zahraničním angažmá. V sezonách 2006/07, 2008/09 a 2009/10 získal s týmem mistrovské tituly. Vstřelil 12 branek během 65 zápasů.

### FK Baumit Jablonec
V létě 2011 zamířil zpět do české ligy, konkrétně do Baumitu Jablonec. 17. května 2013 se podílel na vítězství ve finále Poháru České pošty 2012/13 proti Mladé Boleslavi, utkání se rozhodlo až v penaltovém rozstřelu. Piták svůj pokus neproměnil, ale rozstřel skončil poměrem 5:4 pro Jablonec (po konci řádné hrací doby byl stav 2:2). V prvním utkání třetího předkola Evropské ligy 2013/14 1. srpna 2013 skóroval z pokutového kopu proti hostujícímu norskému týmu Strømsgodset IF, Jablonec vyhrál 2:1. Trefil se i v odvetě třetího předkola 8. srpna 2013, když krásným lobem v závěru utkání stanovil skóre na konečných 3:1 pro hostující Jablonec, který tak postoupil do 4. předkola (resp. play-off předkola). Dne 17. srpna 2013 vstřelil pěknou branku do „šibenice“ (horního rohu brány) v ligovém utkání s hostujícím týmem 1. SC Znojmo, zápas skončil divokou remízou 5:5.

### SK Slavia Praha (návrat)
Ve čtvrtek 18. prosince 2013 přestoupil spolu s Janem Vošahlíkem z jabloneckého klubu do týmu SK Slavia Praha, kde již dříve působil. Stal se zde kapitánem. 14. března 2014 zařídil v Eden Aréně dvěma góly ligovou výhru 2:1 nad 1. SC Znojmo. Za svůj výkon byl vyhlášen mužem zápasu.

### FC Olympia Hradec Králové
V létě 2016 se stal hráčem klubu FC Olympia Hradec Králové, nováčka ČFL.

## Reprezentační kariéra

### Mládežnické reprezentace
Na reprezentační úrovni byl členem výběru do 21 let, který se stal mistry Evropy v roce 2002. Premiéru v seniorské reprezentaci si pak připsal 1. března 2006 v přátelském zápase proti Turecku, který skončil remízou 2:2.
Mistrovství Evropy hráčů do 21 let 2002
Zúčastnil se Mistrovství Evropy hráčů do 21 let v roce 2002 ve Švýcarsku, kde česká reprezentační jedenadvacítka vyhrála svůj premiérový titul, když ve finále porazila Francii na pokutové kopy.
V prvním zápase základní skupiny B 16. května prohrála česká reprezentace s Francií 0:2, trenér Miroslav Beránek poslal Pitáka na hřiště v závěru utkání. 19. května následoval zápas s Belgií konaný v Ženevě, Karel tentokrát odehrál celé střetnutí, které skončilo výsledkem 1:0 pro ČR. V posledním zápase skupiny proti Řecku odešel ze hřiště v 62. minutě, utkání dospělo k remíze 1:1.
V semifinále 25. května narazil český výběr na tým Itálie. V 9. minutě prodloužení vstřelil Pospíšil zlatý gól na 3:2 a zajistil svému týmu účast ve finále, Piták v tomto zápase nenastoupil. Ve finále 28. května se ČR opět střetla s Francií. Tentokrát gól v řádné hrací době ani v prodloužení nepadl a musely rozhodnout pokutové kopy. Karel Piták absolvoval kompletní utkání a na konci mohl slavit se spoluhráči titul. Zároveň to bylo poslední vystoupení mladého hráče za reprezentační tým do 21 let.

### A-mužstvo
V A-mužstvu České republiky debutoval 1. 3. 2006 v přátelském zápase v İzmiru proti domácí reprezentaci Turecka (remíza 2:2). 16. srpna téhož roku nastoupil k dalšímu přátelskému utkání proti Srbsku (porážka 1:3) a 22. 8. 2007 ve Vídni proti Rakousku (remíza 1:1). Další starty v českém národním týmu si již nepřipsal.

### Reprezentační zápasy
| Rok    | Zápasy | Góly |
| ------ | ------ | ---- |
| 2000   | 3      | 0    |
| 2001   | 9      | 0    |
| 2002   | 5      | 0    |
| Celkem | 17     | 0    |

| Rok    | Zápasy | Góly |
| ------ | ------ | ---- |
| 2006   | 2      | 0    |
| 2007   | 1      | 0    |
| Celkem | 3      | 0    |